# Gambierdiscus toxicus
Espèce
Gambierdiscus toxicus est un Alvéolé dinoflagellé benthique colonisant les coraux morts qui a été identifié pour la première fois à la fin des années 1970 aux îles Gambier (Polynésie française). La taxonomie de ce protiste principalement basée sur la forme et la disposition de ses plaques thécales, s'est avérée très complexe. Grâce aux outils moléculaires combinés à la microscopie électronique, 16 espèces sont décrites à ce jour :  
- dans l'océan Pacifique, 9 espèces G. toxicus, G. yasumotoi, G. australes, G. pacificus et G. polynesiensis, dont 4 nouvellement décrites G. cheloniae et G. honu (Rarotonga, îles Cook), G. lapillus (Grande barrière de corail, Australie) et G. balechii (Mer des Célèbes, Indonésie)[1],[2],[3],[4],[5],[6],[7] ;

- dans les Caraïbes, 3 espèces G. belizeanus, G. carolinianus, G. ruetzleri et deux ribotypes[8],[9] ;

- dans l'océan Atlantique, 2 espèces G. excentricus et G. silvae (îles Canaries)[10],[11] ;

- deux espèces cosmopolites G. carpenteri et G. caribaeus[9],[12].

Seules certaines espèces sont capables de produire des phycotoxines telles que les ciguatoxines et les maïtotoxines, l'espèce G. polynesiensis étant celle présentant la plus forte production de CTXs.
Ce dinoflagellé est responsable d'une grave intoxication nommée ciguatera. En effet, les poissons herbivores se chargent de toxines en mangeant ces algues, puis sont ingérés à leur tour par des poissons carnivores. Ainsi se produit, tout au long de la chaîne alimentaire, une accumulation de toxines dans les organes des poissons (ou biomagnification), les rendant impropres à la consommation. Les poissons au sommet de la chaîne alimentaire sont les plus toxiques.